# Sylvain Levy
Ne doit pas être confondu avec Sylvain Lévi.
Pour les articles homonymes, voir Levy.
Sylvain Levy, né le 16 juin 1993 à Saint-Priest-en-Jarez (Loire), est un vidéaste web français.
De juillet 2017 à décembre 2023, il anime la chaîne YouTube Vilebrequin où il propose du contenu humoristique et formateur sur l'automobile avec Pierre Chabrier. Aujourd'hui, il poursuit son activité de vidéaste sur sa chaîne personnelle Sylvain Lyve.

## Biographie
Sylvain Levy naît le 16 juin 1993 à Saint-Priest-en-Jarez, et grandit à Andrézieux-Bouthéon, dans la Loire. Durant son enfance, il se passionne pour le monde de l'automobile. Il participe notamment à des compétitions de kart.
Après un master en marketing obtenu en alternance en novembre 2015, il rejoint Paris pour travailler chez Valeo en tant que chef de produit de la gamme poids lourds. Refusant une offre de prolongation de contrat, il rejoint la concurrence, et signe un contrat en octobre 2016 chez Bosch pour y exercer la même fonction.

### Carrière sur YouTube

#### Succès avec Vilebrequin (2017-2023)
Toujours en 2016, Sylvain Levy rencontre Pierre Chabrier lors d'un covoiturage. Très vite, les deux hommes deviennent amis et se découvrent une passion commune pour l'automobile. Désireux de partager leur passion, ils créent la chaîne YouTube Vilebrequin en janvier 2017. Leur première vidéo, où ils découpent le toit d'une Peugeot 106, est publiée le 23 juillet 2017.
Ils se font connaître avec le tournage de leur premier essai réalisé avec « zéro budget » : « franchir un dos d'âne à 130 km/h », qui atteint un million de vues en quatre jours. Les deux vidéastes tournent alors régulièrement des vidéos dans les ateliers de Bosch. Sylvain en est cependant licencié fin 2018, son employeur ayant découvert son autre activité, qu'il juge incompatible avec son travail. Avec ses 89 000 abonnés, au chômage, il ne gagne alors qu’environ 300 € par mois grâce à ses vidéos.
La popularité de Sylvain et Pierre s'accroît progressivement, notamment grâce au projet « 1000tipla », dans lequel ils modifient un Fiat Multipla pour l'amener à une puissance moteur de 1000 chevaux.
En 2022, sur invitation de Squeezie, vidéaste francophone au plus grand nombre d’abonnés sur YouTube, Sylvain et Pierre prennent part au GP Explorer, une course de Formule 4 regroupant vingt-deux créateurs de contenu français, où ils représentent leur chaîne YouTube. Le 8 octobre 2022, le Ligérien remporte cette course avec l’écurie NordVPN, devant le vidéaste Depielo,,. Quelques jours plus tard, il tient un stand avec Pierre Chabrier au Mondial de l'Automobile de Paris 2022, où est exposé leur 1000tipla,.
Le 7 décembre 2023, le duo annonce la fin de sa chaîne YouTube, en déclarant : « On a des objectifs qui deviennent différents. On a des visions de la vie qui deviennent différentes. On a des vies personnelles qui deviennent différentes ». Sylvain annonce dans le même temps s'engager dans des projets individuels sur Twitch et YouTube,,.

#### Vidéaste solo (2024-)
Après l'arrêt de Vilebrequin, Sylvain Levy reprend une activité de vidéaste sur sa chaîne personnelle nommée Sylvain Lyve.
En mars 2025, il lance le projet d'atteindre 500 km/h dans une Citroën Xantia modifiée, l'exemplaire utilisé étant son ancien véhicule personnel,.

### Carrière à la télévision (2024)
Courant 2023, Sylvain Levy est annoncé aux côtés de Pierre Chabrier pour reprendre l'animation de l'émission automobile Top Gear France (adaptée de l'émission britannique éponyme), dont la neuvième saison est diffusée à partir du 15 mars 2024 sur RMC Découverte et Prime Video,,.

## Affaire judiciaire
Lors de la vidéo intitulée « Les vitres blindées, ça marche vraiment ? », Sylvain Levy et Pierre Chabrier testent tout un arsenal d’armes à feu sur un Peugeot 807 blindé dans les Ardennes. Cependant, la personne désignée comme étant l'encadrant de la session ne détenait en réalité aucune autorisation pour organiser cette initiation au tir. Cette infraction vaut au tandem et à leur encadrant une comparution devant le tribunal de Charleville-Mézières, pour port d’arme prohibé pour Sylvain et Pierre, et pour port/transport non autorisé d’arme et organisation d’une séance de tir d’initiation par une personne non autorisée pour l'encadrant.
Le jugement des trois hommes devait avoir lieu le 11 septembre 2023, puis a été repoussé au 18 décembre 2023, un renvoi ayant été demandé par l’un des avocats de la défense,. Sylvain Levy et Pierre Chabrier sont condamnés à trois mille euros d'amende chacun.

## Polémique

### Arrêt de Vilebrequin
Le 15 août 2024, Pierre Chabrier publie une vidéo intitulée « La vérité sur Vilebrequin et le 1000tipla », dans laquelle il revient sur les raisons de la fin de la chaîne YouTube, le comportement de Sylvain Levy à l'encontre de ses collaborateurs, ainsi que le devenir du 1000tipla,,. Il explique également avoir engagé des poursuites judiciaires à l'encontre de son ancien associé, lui reprochant d'avoir racheté le 1000tipla sans son accord et de s'en être accaparé,. De plus, d'après Pierre, le prix d'achat est bien inférieur au prix réel du véhicule.
Le lendemain, Sylvain Levy publie une réponse sur les réseaux sociaux, où il dément les accusations de Pierre Chabrier, regrettant dans le même temps un « conflit stérile »,,. Sylvain Levy explique avoir acheté le 1000tipla afin de « le faire rouler » tandis que l'objectif de Pierre Chabrier « était d'en faire un objet statique et de l'utiliser comme objet promotionnel ». Sylvain Levy fait également face à une importante perte d'abonnés sur sa chaîne YouTube personnelle, passant sous le million d'abonnés en quelques jours.
Le 9 janvier 2025, Sylvain Levy met en ligne une vidéo où il accuse Pierre Chabrier d'avoir menti et d'avoir volé l'argent de la société Vilebrequin. Il accuse aussi son ancien associé d'avoir détourné l'argent d'une cagnotte en ligne. Dans sa vidéo du 15 août 2024, Pierre Chabrier avait déclaré que la vente du 1000tipla avait été annulée et qu'il était légalement interdit d'en dévoiler publiquement le prix. Cet argument est réfuté par Sylvain dans sa vidéo du 9 janvier, où il évoque un prix de 132 000 €. Pour le Ligérien, cette stratégie aurait permis à Pierre Chabrier d'attirer les gens vers son nouveau concept de bar-garage, baptisé Racebox, et d'obtenir des vues. La réponse de Sylvain Levy cumule plus de 10 millions de vues en cinq jours, et dépasse les 15 millions 4 mois plus tard. Cette vidéo de réponse dépasse le record de vues de la chaîne Vilebrequin (7,9 millions de vues pour une vidéo du 28 avril 2022).